# Aeroportul El Kharga
Aeroportul El Kharga (IATA: UVL, ICAO: HEKG) este un aeroport din Al Wadi al Jadid, Egipt ce deservește zona Kharga Oasis⁠(d). Aeroportul a fost tranzitat în decembrie 2022 de 958 de pasageri.
Situat la o altitudine de 58 m, aeroportul dispune de o singură pistă. Este operat de Egyptian Airports Company⁠(d).